# Diamant de bec rosat
El diamant de bec rosat (Erythrura kleinschmidti) és un ocell de la família dels estríldids (Estrildidae).

## Hàbitat i distribució
Habita boscos a les muntanyes de Viti Levu, a les illes Fiji.